# Calvin Klein (stilista)
Calvin Richard Klein (New York, 19 novembre 1942) è uno stilista, designer e imprenditore statunitense.
Il suo nome è anche il nome della sua marca di abbigliamento, commercializzata dalla sua compagnia, la Calvin Klein Inc. fondata nel 1968.

## Biografia
Nato da genitori ebrei, Flore Stern e Leo Klein, emigrati dall'odierna Ucraina. Frequenta la prestigiosa New York's Fashion Institute of Technology, tuttavia non conseguirà mai la laurea, ricevendo soltanto nel 2003 un dottorato ad honorem. Klein comincia il proprio praticantato nel 1962 e lavorerà per cinque anni realizzando vestiti per alcune boutique di New York. È in questo periodo che ricopre il ruolo di assistente designer per Dan Millstein per circa due anni di lavoro, aumentando ulteriormente la propria esperienza nel settore. Soltanto in seguito fonderà una compagnia propria, insieme ad un amico di infanzia.
Klein è stato uno dei numerosi stilisti cresciuti nella comunità di immigrati ebrei del Bronx, insieme a Robert Denning o Ralph Lauren. Sotto l'ala protettiva del barone Nicolas de Gunzburg, Klein divenne celebre nella scena della moda newyorkese, prima ancora del lancio della sua prima collezione di jeans. Anni dopo, parlando ad una intervista a Bianca Jagger per Interview magazine, pubblicata poco dopo la morte del barone de Gunzburg, Klein ha dichiarato che l'uomo è stato uno dei suoi maggiori ispiratori e per lui è stata una grande fortuna averlo conosciuto.

## Vita privata
Nel 1964, Klein ha sposato Jayne Centre, dalla quale ha avuto una figlia, Marci. La coppia ha divorziato nel 1974. Nel 1987 si è risposato con Kelly Rector, una dipendente della Calvin Klein, Inc., dalla quale ha divorziato nel 2006.
Dichiaratamente bisessuale, dopo la fine del secondo matrimonio ha avuto una love-story con il suo modello Nick Gruber; i due si sono lasciati nel 2013.